# Ferreiros (Braga)
Ferreiros is een plaats (freguesia) in de Portugese gemeente Braga en telt 6 857 inwoners (2001).